# Toufik Moussaoui
Toufik Moussaoui (en arabe : توفيق موساوي), né le 20 avril 1991 à Hussein Dey, est un footballeur international algérien qui évolue au poste de gardien de but au MC Alger.

## Biographie
Il est convoqué pour la première fois en équipe d'Algérie en septembre 2017, à l'occasion d'un match pour les éliminatoires du mondial 2018 face au Cameroun. 
Il joue son premier match en équipe nationale le 9 mai 2018, en amical contre l'Arabie saoudite à Cadix en Espagne (défaite 2-0).

## Statistiques

### En club
| Saison                | Club                  | Championnat           | Championnat | Championnat | Coupe(s) nationale(s) | Coupe(s) nationale(s) | Supercoupe | Supercoupe | Compétition(s) continentale(s) | Compétition(s) continentale(s) | Compétition(s) continentale(s) | Total | Total |
| Saison                | Club                  | Division              | M.          | B.          | M.                    | B.                    | M.         | B.         | Comp.                          | M.                             | B.                             | M.    | B.    |
| 2015-2016             | Paradou AC            | Ligue 2               | 20          | 0           | -                     | -                     | -          | -          | -                              | -                              | -                              | 20    | 0     |
| 2016-2017             | Paradou AC            | Ligue 2               | 28          | 0           | 1                     | 0                     | -          | -          | -                              | -                              | -                              | 29    | 0     |
| 2017-2018             | Paradou AC            | Ligue 1               | 30          | 0           | -                     | -                     | -          | -          | -                              | -                              | -                              | 30    | 0     |
| 2018-2019             | Paradou AC            | Ligue 1               | 30          | 0           | 5                     | 0                     | -          | -          | -                              | -                              | -                              | 35    | 0     |
| 2019-2020             | Paradou AC            | Ligue 1               | 20          | 0           | 1                     | 0                     | -          | -          | CAF2                           | 12                             | 0                              | 33    | 0     |
| Sous-total            | Sous-total            | Sous-total            | 128         | 0           | 7                     | 0                     | -          | -          | -                              | 12                             | 0                              | 147   | 0     |
| 2020-2021             | CR Belouizdad         | Ligue 1               | 23          | 0           | 1                     | 0                     | 1          | 0          | CAF                            | 8                              | 0                              | 33    | 0     |
| 2021-2022             | CR Belouizdad         | Ligue 1               | 27          | 0           | -                     | -                     | -          | -          | CAF                            | 3                              | 0                              | 30    | 0     |
| Sous-total            | Sous-total            | Sous-total            | 50          | 0           | 1                     | 0                     | 1          | 0          | -                              | 11                             | 0                              | 63    | 0     |
| 2022-2023             | Paradou AC            | Ligue 1               | 7           | 0           | -                     | -                     | -          | -          | -                              | -                              | -                              | 7     | 0     |
| 2023-2024             | Paradou AC            | Ligue 1               | 22          | 0           | 1                     | 0                     | -          | -          | -                              | -                              | -                              | 23    | 0     |
| Sous-total            | Sous-total            | Sous-total            | 29          | 0           | 1                     | 0                     | -          | -          | -                              | -                              | -                              | 30    | 0     |
| 2024-2025             | MC Alger              | Ligue 1               | 13          | 0           | 0                     | 0                     | 0          | 0          | CAF                            | 3                              | 0                              | 16    | 0     |
| Total sur la carrière | Total sur la carrière | Total sur la carrière | 220         | 0           | 9                     | 0                     | 1          | 0          | -                              | 26                             | 0                              | 256   | 0     |

### En équipe nationale
| Saison                | Sélection             | Phases finales        | Phases finales | Phases finales | Éliminatoires CDM | Éliminatoires CDM | Éliminatoires CAN | Éliminatoires CAN | Matchs amicaux | Matchs amicaux | Total | Total |
| Saison                | Sélection             | Compétition           | M              | B              | M                 | B                 | M                 | B                 | M              | B              | M     | B     |
| --------------------- | --------------------- | --------------------- | -------------- | -------------- | ----------------- | ----------------- | ----------------- | ----------------- | -------------- | -------------- | ----- | ----- |
| 2017-2018             | Algérie               | -                     | -              | -              | 0                 | 0                 | -                 | -                 | 1              | 0              | 1     | 0     |
| Total sur la carrière | Total sur la carrière | Total sur la carrière | -              | -              | 0                 | 0                 | -                 | -                 | 1              | 0              | 1     | 0     |

## Palmarès

### Palmarès en club
| Paradou AC (1)                    | CR Belouizdad (3)                                                                         | MC Alger (2)                                                                      |
| --------------------------------- | ----------------------------------------------------------------------------------------- | --------------------------------------------------------------------------------- |
| - Ligue 2 (1) : - Champion : 2017 | - Ligue 1 (2) : - Champion : 2021 et 2022 - Supercoupe d'Algérie (1) : - Vainqueur : 2020 | - Ligue 1 (1) : - Champion : 2025 - Supercoupe d'Algérie (1) : - Vainqueur : 2024 |